# FS ALe 501
De ALe 501 - Le 220 - Ale 502 als ME 001 ook wel Minuetto genoemd is een driedelig elektrisch treinstel met lagevloerdeel voor het regionaal personenvervoer van de Ferrovie dello Stato (FS).

## Geschiedenis
De trein, ontworpen door Giugiaro, werd gebouwd door Alstom in haar Italiaanse fabrieken ex Fiat Ferroviaria, Savigliano en Sesto San Giovanni. De Minuetto is gebaseerd op modulaire systeem LINT, een patent van het Franse bedrijf Alstom. De treinen vervangen de oudere treinen van het type ALe 801. Deze treinen werden als ALn 501 met diesel aandrijving gebouwd.
Het treinstel werd met een spoorwijdte van 1435 mm en een meter spoor gebouwd.

## Constructie en techniek
Het treinstel is opgebouwd uit een aluminium frame met een frontdeel van GVK. De elektrische installatie heeft een spanningsbereik tussen de 1500 volt = en 4000 volt =. Het treinstel heeft een lagevloer deel. Deze treinstellen kunnen tot drie stuks gecombineerd rijden. De treinstellen zijn uitgerust met luchtvering.

## Treindiensten
De treinen worden door Trenitalia op de volgende trajecten ingezet.

## Foto’s

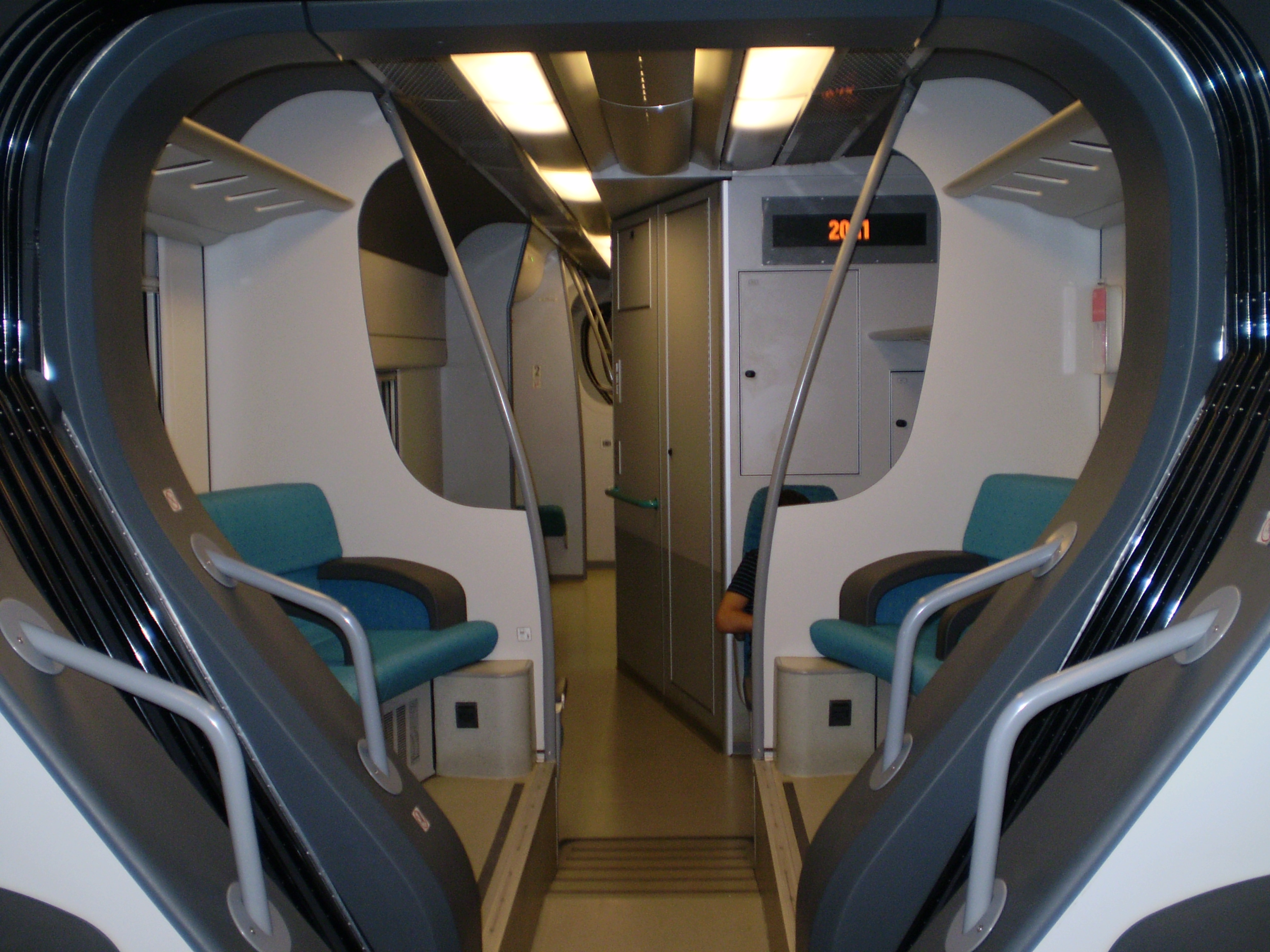
Interieur
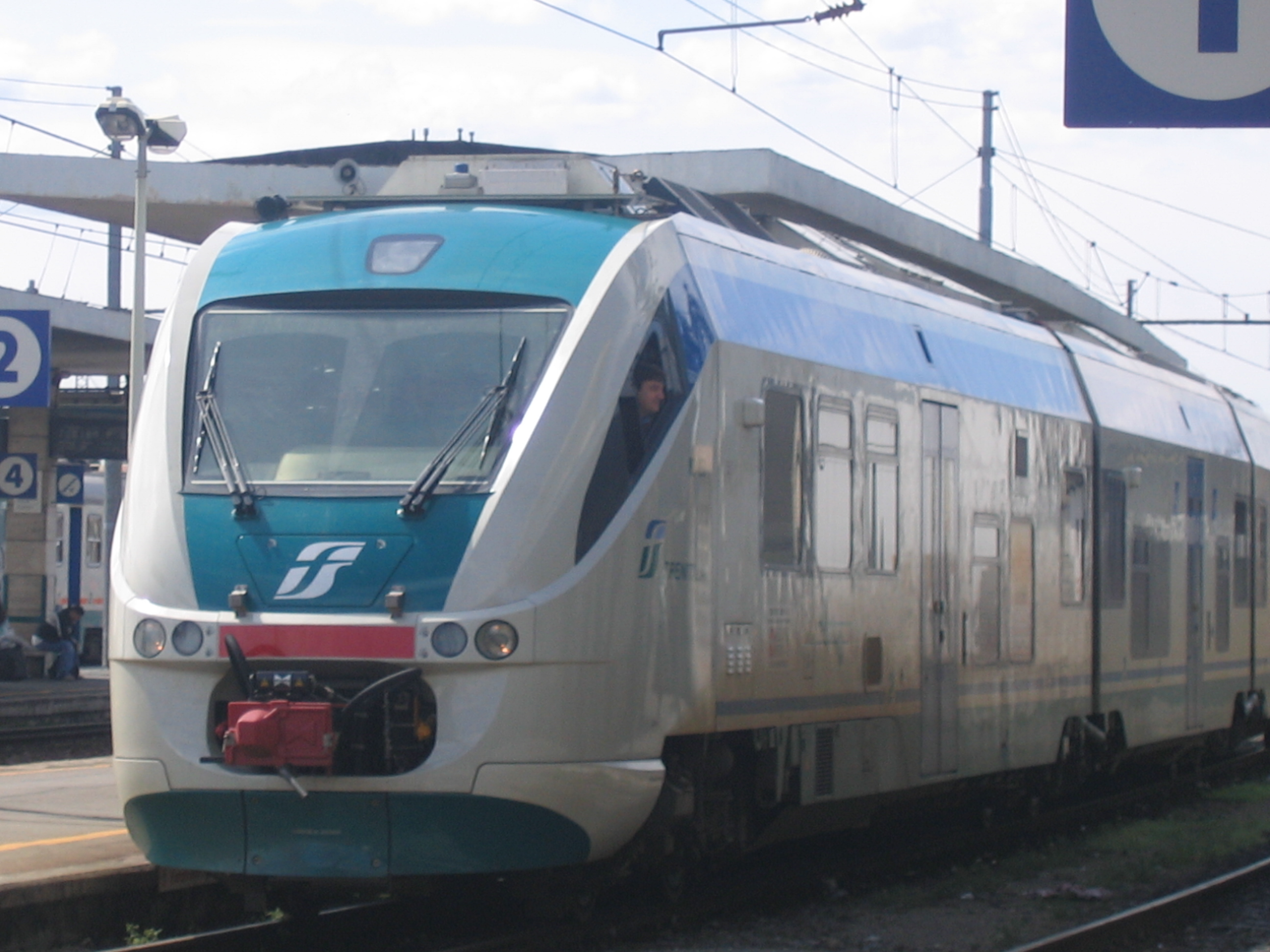
Minuetto Diesel
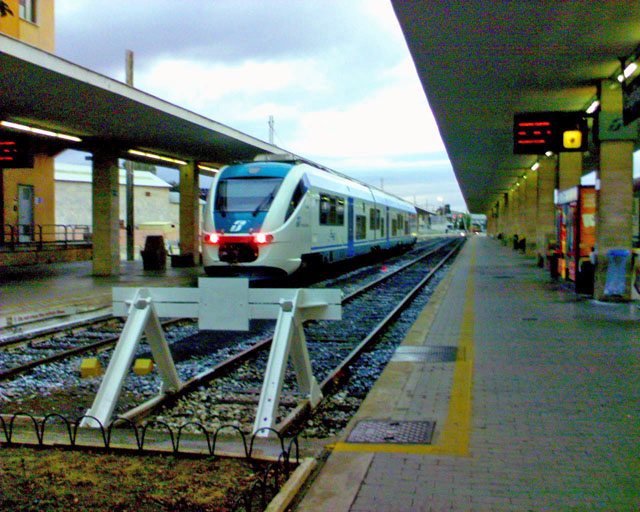
Aln 502 in partenza da Cagliari
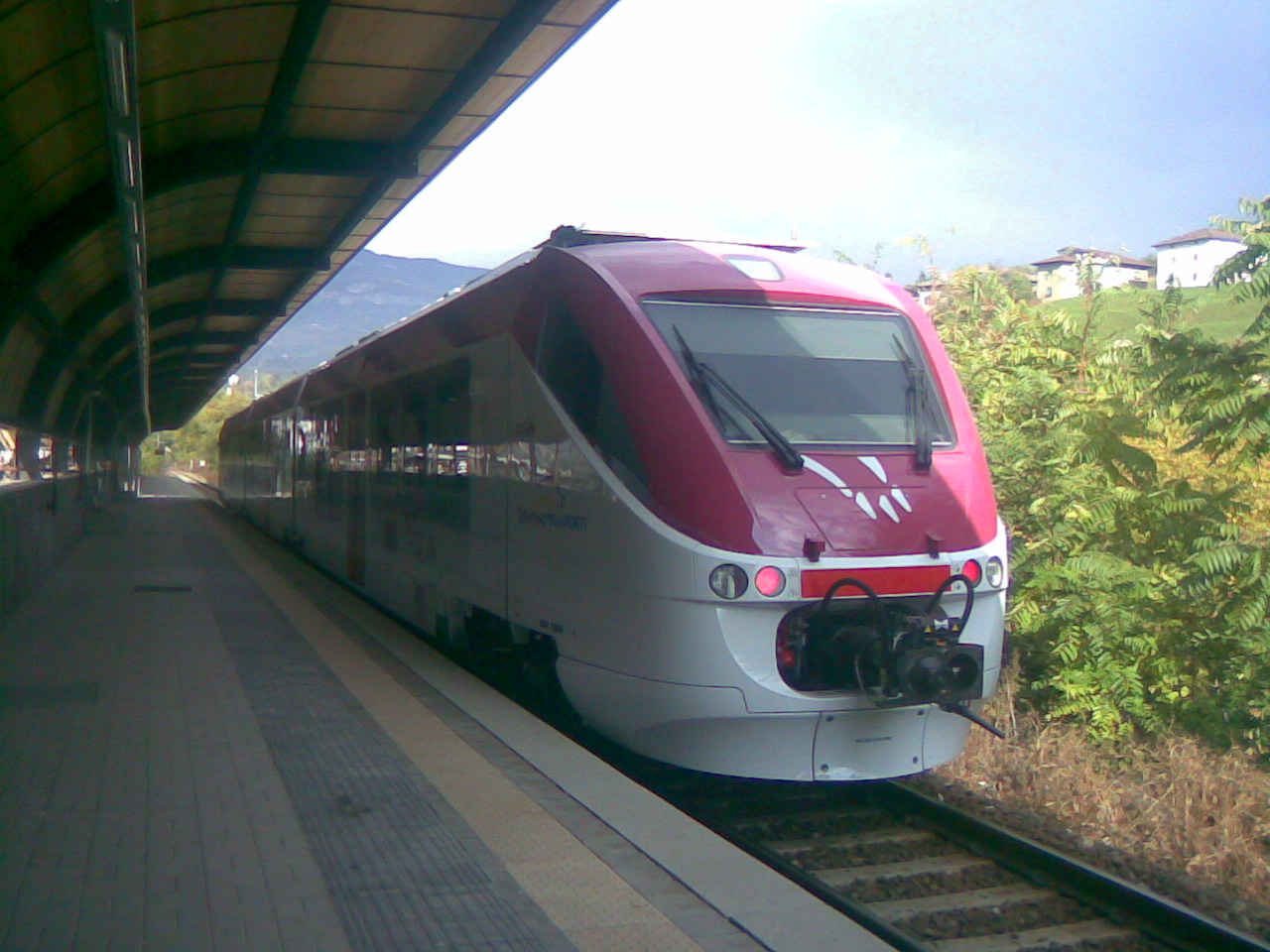
Un Minuetto (ALn 501) presso la stazione di San Bartolameo
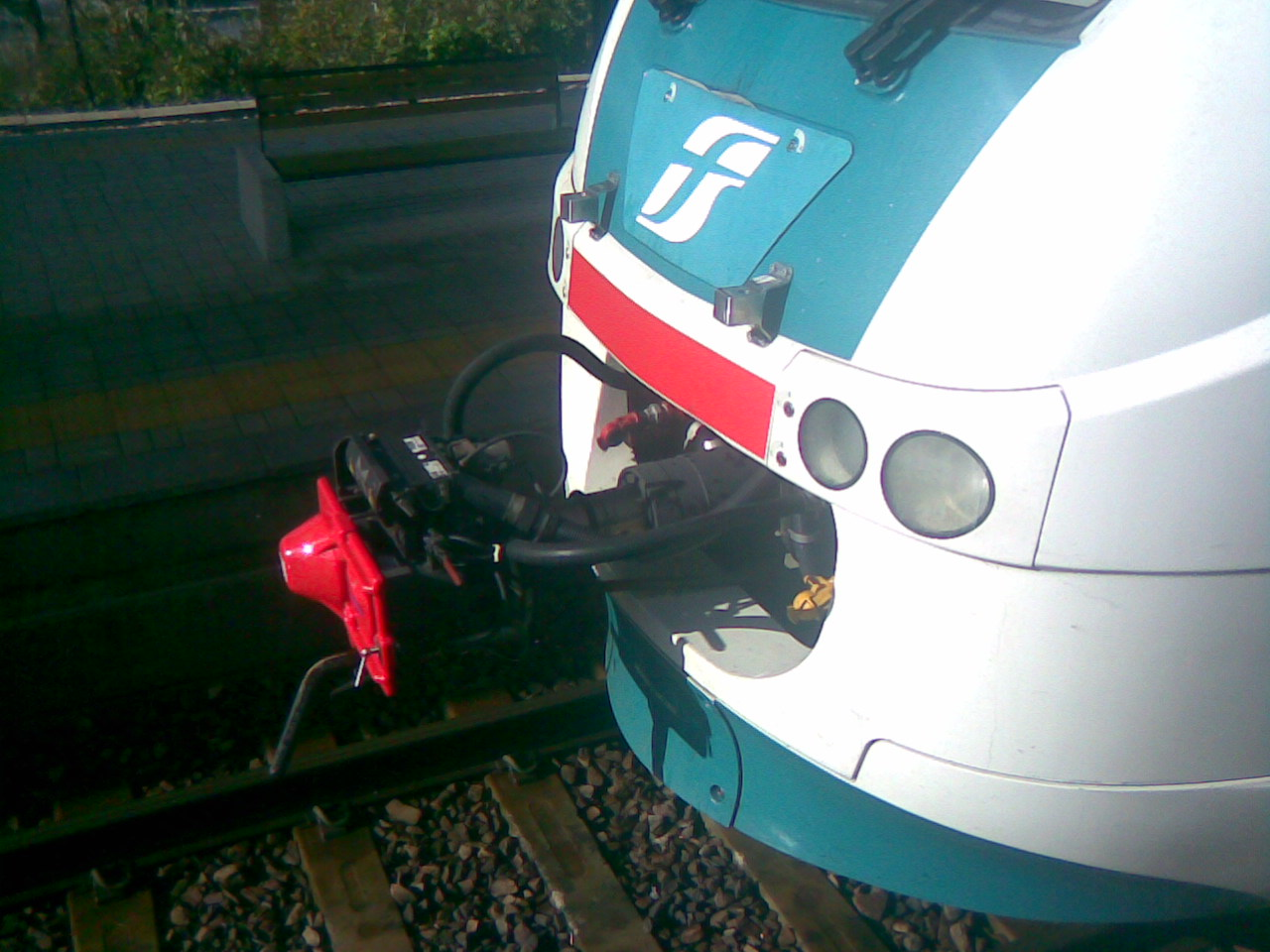
Particolare del gancio automatico integrato tipo Scharfenberg
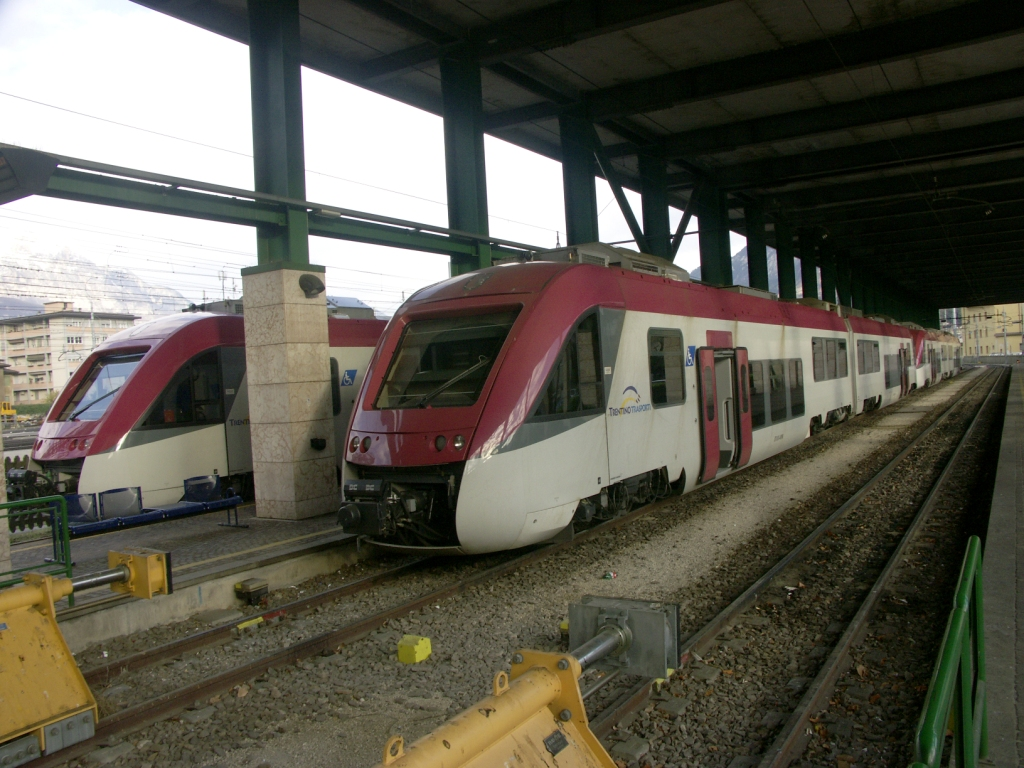
Minuetti elettrici a scartamento ridotto della Ferrovia Trento-Malè-Marilleva